# Aristias japonicus
Aristias japonicus is een vlokreeftensoort uit de familie van de Aristiidae. De wetenschappelijke naam van de soort is voor het eerst geldig gepubliceerd in 1962 door Gurjanova.